# Daffodil
Daffodil est une série de bande dessinée fantastique écrite par le Français Brrémaud, dessinée par l'Italien Giovanni Rigano et coloriée par l'Italien Paolo Lamanna. Ses trois volumes ont été publiés par Soleil entre 2004 et 2007.

## Albums
- Daffodil, Soleil (collection « Start » pour le premier volume) :

1. Addio-Colonnello, 2004[1],[2].
2. Nosferatu , 2005[3].
3. Le Monstre, 2007.